# Phymaturus excelsus
Espèce
Statut de conservation UICN

 LC  : Préoccupation mineure
Phymaturus excelsus est une espèce de sauriens de la famille des Liolaemidae.

## Répartition
Cette espèce est endémique de la province de Río Negro en Argentine.

## Description
C'est un saurien vivipare.

## Publication originale
- Lobo & Quinteros, 2005 : A morphology-based phylogeny of Phymaturus (Iguania: Liolaemidae) with the description of four new species from Argentina. Papéis Avulsos de Zoologia (São Paulo), vol. 45, no 13, p. 143-177 (texte intégral).